# Понте Педана (Асколи Пичено)
Понте Педана (итал. Ponte Pedana) насеље је у Италији у округу Асколи Пичено, региону Марке.
Према процени из 2011. у насељу је живело 24 становника. Насеље се налази на надморској висини од 238 м.